# Stjepan Tomas
Stjepan Tomas (ur. 6 marca 1976 w Bugojnie) – chorwacki piłkarz grający na pozycji środkowego obrońcy.

## Kariera klubowa
Tomas jest Chorwatem, ale urodził się w sąsiedniej Bośni i Hercegowinie. Jego pierwszym klubem w karierze była chorwacka Istra Pula, w której grał do lata 1995 roku. Potem przeszedł do stołecznego Dinama, w którym przez 5 sezonów był ostoją defensywy. W 2000 roku Tomas wyjechał do Włoch, został wtedy zakupiony przez Vicenzę Calcio za 3 mln euro. We Włoszech grał jeszcze w Como Calcio w sezonie 2002/2003 po czym latem 2003 roku został sprzedany do tureckiego Fenerbahçe SK (kosztował 3 mln euro). Po sezonie gry przeniósł się do rywala Fenerbahçe zza miedzy Galatasaray SK. 2 sierpnia 2007 Stjepan podpisał dwuletni kontrakt z rosyjskim Rubinem Kazań. Kosztował 2,8 miliona euro. W 2010 przeniósł się do Turcji: najpierw do Gaziantepsporu, później do Bucasporu.
Do sukcesów Tomasa na niwie klubowej należą: 5-krotny tytuł Mistrza Chorwacji (1996, 1997, 1998, 1999 i 2000) oraz 3-krotne zdobycie Pucharu Chorwacji z Dinamem Zagrzeb, Mistrzostwo Turcji z Fenerbahçe w 2004 roku oraz w 2006 roku z Galatasaray, a także występy w europejskich pucharach z Dinamem, Fenerbahçe i Galatasaray.
| Sezon     | Klub           | Kraj      | Rozgrywki     | Mecze | Bramki |
| --------- | -------------- | --------- | ------------- | ----- | ------ |
| 1994/1995 | Istra 1961     | Chorwacja | Prva HNL      | 24    | 0      |
| 1995/1996 | Dinamo Zagrzeb | Chorwacja | Prva HNL      | 7     | 0      |
| 1996/1997 | Dinamo Zagrzeb | Chorwacja | Prva HNL      | 19    | 1      |
| 1997/1998 | Dinamo Zagrzeb | Chorwacja | Prva HNL      | 26    | 1      |
| 1998/1999 | Dinamo Zagrzeb | Chorwacja | Prva HNL      | 11    | 0      |
| 1999/2000 | Dinamo Zagrzeb | Chorwacja | Prva HNL      | 30    | 0      |
| 2000/2001 | Vicenza Calcio | Włochy    | Serie A       | 24    | 0      |
| 2001/2002 | Vicenza Calcio | Włochy    | Serie B       | 24    | 0      |
| 2002/2003 | Como 1907      | Włochy    | Serie A       | 24    | 0      |
| 2003/2004 | Fenerbahçe SK  | Turcja    | Süper Lig     | 26    | 0      |
| 2004/2005 | Galatasaray SK | Turcja    | Süper Lig     | 34    | 0      |
| 2005/2006 | Galatasaray SK | Turcja    | Süper Lig     | 32    | 0      |
| 2006/2007 | Galatasaray SK | Turcja    | Süper Lig     | 32    | 0      |
| 2007      | Rubin Kazań    | Rosja     | Priemjer-Liga | 11    | 0      |
| 2008      | Rubin Kazań    | Rosja     | Priemjer-Liga | 19    | 0      |
| 2009      | Rubin Kazań    | Rosja     | Priemjer-Liga | 1     | 0      |
| 2009/2010 | Gaziantepspor  | Turcja    | Süper Lig     | 4     | 0      |
| 2010/2011 | Bucaspor       | Turcja    | Süper Lig     | 9     | 0      |

## Kariera reprezentacyjna
W reprezentacji Chorwacji Tomas zadebiutował 22 kwietnia 1998 roku w wygranym 4:1 meczu z reprezentacją Polski. Był członkiem kadry chorwackiej na finały Mistrzostw Świata w Korei i Japonii, gdzie rozegrał wszystkie 3 mecze, a także na finały Mistrzostw Świata w Niemczech, na których z kolei zagrał tylko w ostatnim zremisowanym 2:2 meczu z reprezentacją Australii. Był powołany do kadry na Euro 2004, jednak cały turniej przesiedział na ławce rezerwowych. W reprezentacji Chorwacji rozegrał 50 meczów i strzelił 1 gola.